# Tom Niblo
Thomas Bruce Niblo, detto Tom (Dunfermline, 24 settembre 1878 – Newcastle upon Tyne, 30 giugno 1933), è stato un calciatore scozzese, di ruolo attaccante.

## Carriera

### Club
Inizia la propria carriera agonistica in patria, con le maglie di Hamilton Academical e Linthouse, prima di approdare per la prima volta in Inghilterra nel 1898, firmando con il Newcastle Utd. Successivamente passa in prestito al Middlesbrough, per poi tornare a Newcastle dopo 6 mesi. Continua la propria carriera da professionista bazzicando tra alcuni club di First Division (Aston Villa e Nottingham Forest) e di serie inferiori (Watford ed Hebburn Argyle). Torna definitivamente in patria nel 1908 con la maglia dell'Aberdeen. Dopo una parentesi annuale al Raith Rovers, viene acquistato dal Cardiff City,.Dopo un periodo di allenamento con il Newcastle United per mantenersi in forma, fa il proprio debutto ufficiale con i gallesi, in una gara contro l'Aberdare. Gioca altre tre partite prima di annunciare il proprio ritiro dalle attività agonistiche.

### Nazionale
Nel 1904 Niblo disputa la sua prima gara per la Nazionale scozzese, una sconfitta casalinga contro i rivali dell'Inghilterra.